# 安田三郎
安田 三郎（やすだ さぶろう、1925年1月3日 - 1990年10月6日）は、日本の社会学者。文学博士（東京教育大学、1972年）。東京生まれ。「開放性係数」の開発で知られる。

## 略歴
- 1940年 - 東京府立化学工業学校中退[1]
- 1941年 - 横浜高等工業学校実験助手[1]
- 1945年 - 東京物理学校卒業、私立太平洋中学校教諭[1]
- 1946年 - 共立女子職業学校教員[1]
- 1951年 - 東京大学文学部社会学科卒業
- 1954年 - 東京大学大学院文学研究科修了、横浜市立大学文理学部講師[1]
- 1957年 - 東京教育大学文学部助教授
- 1971年 - 東京大学文学部助教授併任。社会調査法を講じる
- 1976年 - 広島大学総合科学部教授
- 1979年 - 関西学院大学社会学部教授
- 1982年 - 脳腫瘍の摘出手術失敗により意識不明状態となる[1]。
- 1990年 - 死去。

## 著書

### 単著
- 社会調査ハンドブック 有斐閣、1960, 新版1969
- 社会統計学 丸善 1969
- 社会調査の計画と解析　東京大学出版会 1970
- 社会移動の研究 東京大学出版会 1971

### 編著
- 現代日本の階級意識 有斐閣双書 1973
- 原典による社会学の歩み 講談社 1974
- 社会統計学 海野道郎共著 丸善 1977
- 基礎社会学 全5巻 共編 東洋経済新報社 1980-1981

### 翻訳
- 社会調査 ランドバーグ 福武直共訳 東京大学出版会 1952
- 人間経験の謎 ハドレー・キャントリル 東京創元社 1957
- 数字で語る 統計数字の分析と解釈 ハンス・ザイゼル 木村定共訳 東洋経済新報社 1962
- 数理社会学 1－2 トーマス・J.ファラロ 西田春彦共監訳 紀伊国屋書店 1980